# Живкович, Зоран
Зоран Живкович (серб. Зоран Живковић; род. 22 декабря 1960, Ниш) — сербский политический и государственный деятель, экономист, предприниматель.

## Биография
Живкович окончил Высшую школу экономики в Белграде. Во второй половине 80-х годов занимался предпринимательской деятельностью. В 1992 году он присоединился к Демократической партии, через два года он был избран её вице-председателем. В 1997 году впервые избран депутатом Народной скупщины. После местных выборов в 1996 году стал одним из лидеров протестов, которые заставили признать результаты выборов, в 1997 году вступил на должность мэра города Ниш, которую занимал до 2000 года.
В ноябре 2000 года, после свержения Слободана Милошевича, стал министром внутренних дел. В марте 2003 года он должен был стать министром обороны, однако после убийства премьер-министра Зорана Джинджича стал во главе сербского правительства. В 2003 году в результате коррупционных скандалов и обострившегося экономического кризиса правительство Живковича лишилось поддержки парламентского большинства. В марте 2004 года его сменил на посту Воислав Коштуница. Живкович также исполнял обязанности лидера демократов до того же года.
Зоран Живкович ушёл из активной политической деятельности, но он основал неправительственную организацию, а также занялся журналистикой и импортом аргентинских вин, имел собственное винодельческое хозяйство. В 2012 году, после избрания Драгана Джиласа новым главой демократов, вышел из партии, заявив о желании создать собственную партию. В 2013 году он основал «Новую партию», а год спустя получил место в парламенте от коалиции вокруг Демократической партии.